# Ecce Homo (Mantegna)
L'Ecce Homo è un dipinto tempera a colla e oro su tela montata su tavola (54x42 cm) di Andrea Mantegna, databile al 1500 circa e conservato nel Museo Jacquemart-André di Parigi.

## Descrizione e stile
L'ecce Homo mostra il momento in cui Gesù, dopo le umiliazioni e la flagellazione, viene mostrato al popolo che ne decreta la crocifissione. Mantegna affrontò il tema con un realismo impietoso, che non risparmia i dettagli più crudi e grotteschi. Gesù è raffigurato a mezzo busto in primo piano e frontale, occupante quasi tutto lo spazio pittorico, con le mani legate e sovrapposte sul torace emaciato dalle percosse, la corda al collo trascinata da un aguzzino fuori dallo spazio pittorico, la corona di spine e i segni evidenti delle frustate, Il suo sguardo è dolente ma composto, incoronato dall'aureola di pura luce che lascia intravedere quello che sta dietro. Il contrasto tra luci ed ombre fa risaltare la figura di Cristo, conferendogli una statuarietà vigorosa.
Ai fianchi si trovano cinque accusatori, le cui intenzioni sono testimoniate dai cartigli in alto (con segni di ripiegatura), interpretabili quasi come il fumetto di ciò che la folla grida: CRVCIFIGE EVM. TOLLE EVM. CRVCIFIGE CRVC. ("crocifiggilo, prendilo e crocifiggilo"), ripetuto con analoghe parole anche in quello di destra. Se i personaggi in secondo piano sono appena accennati, sfumando nel buio, i due ai lati di Cristo sono effigiati con acuto realismo, che ricorda alcune opere fiamminghe, e che fanno esaltare, per contrasto, l'espressione di dolorosa rassegnazione di Cristo. L'uomo e la donna ai lati di Gesù sono rappresentati di tre quarti in posizione simmetrica mentre entrambi affondano le dita nel corpo candido e sofferente di Cristo. A sinistra si trova un giudeo, con un foglio a mo' di copricapo sul quale sono scritte parole in pseudo-ebraico, la cui elegante e nitida grafia contrasta con la deforme espressione del viso rugoso; a destra, con uno sgargiante turbante giallo, sta una vecchia con una smorfia di scherno che le scopre la bocca sdentata. La sua figura caricaturale si trova anche in un disegno conservato nel Museum Boymans-van Beuningen di Rotterdam.
Forse la scena va messa in relazione con il soggiorno di Leonardo da Vinci a Mantova (1499-1500), per il parallelismo nelle coeve ricerche del maestro fiorentino sulla resa fisiognomica di volti stravolti dalla bruttezza e dai cattivi sentimenti.
Lo stato di conservazione dell'opera è eccezionale, privo di verniciatura, che permette di valutare appieno la meticolosa diligenza dell'artista, l'opacità dei colori, la nitidezza del disegno.